# Play (marka)

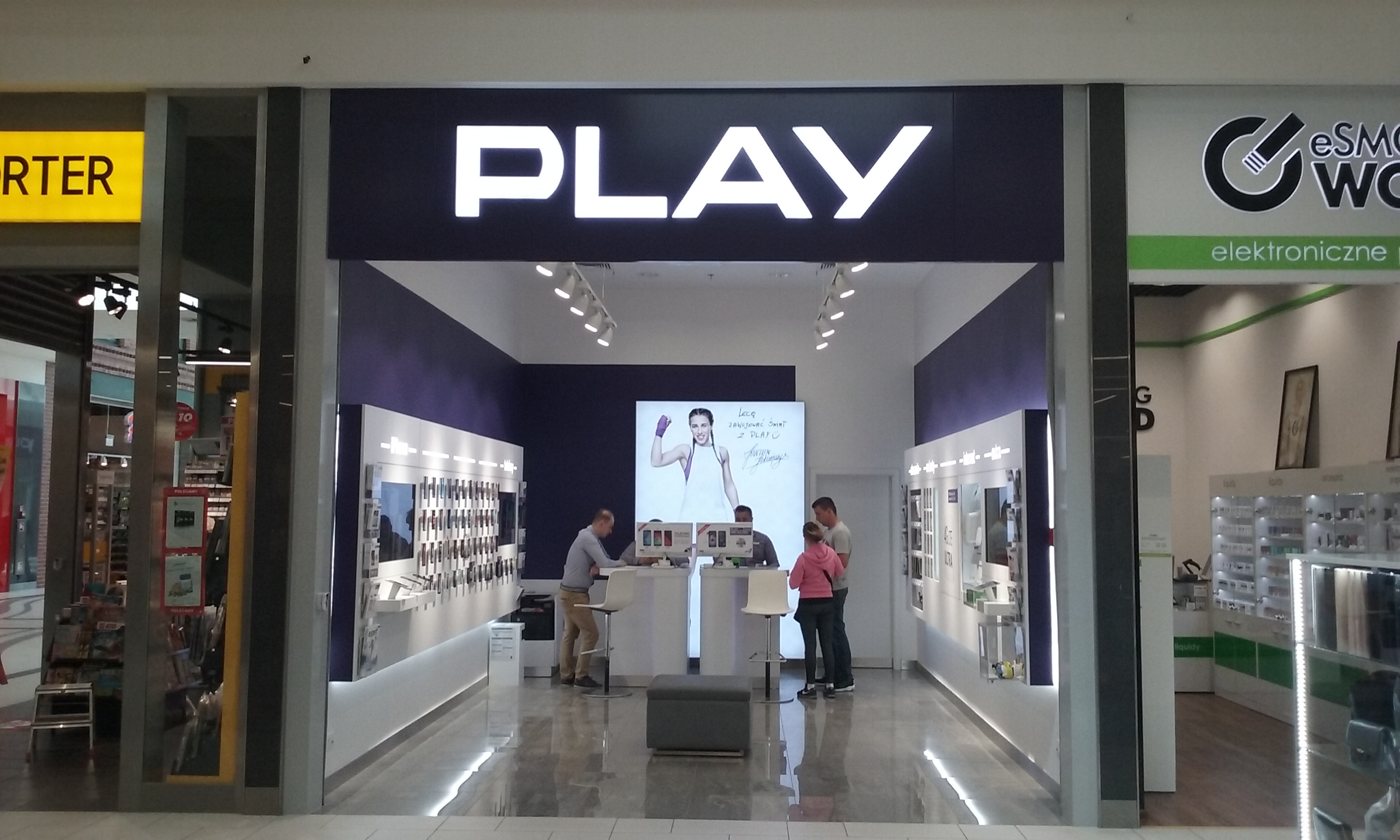
Salon Play w galerii handlowej w Tomaszowie Mazowieckim

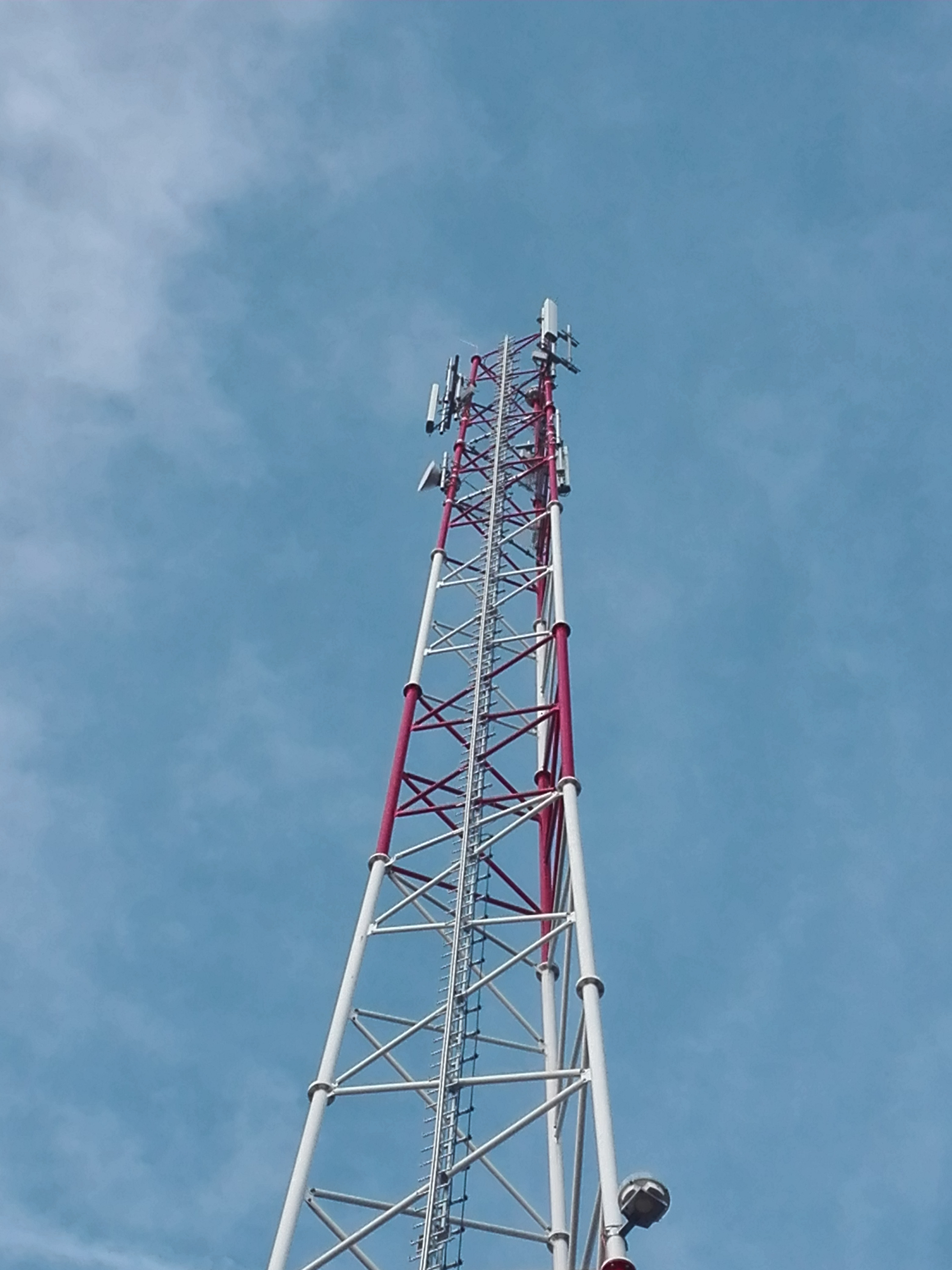
Stacja bazowa Play

Play – sieć telefonii komórkowej w Polsce, której operatorem jest P4. W 2019 roku sieć miała 15 milionów 35 tysięcy aktywnych kart SIM, co czyniło ją pod tym względem największym operatorem w Polsce.

## Historia
Netia Mobile otrzymała 23 sierpnia 2005 roku koncesję na świadczenie usług telekomunikacyjnych z numerami rozpoczynającymi się od cyfr 790 i zezwolenie na budowę ruchomej sieci radiokomunikacyjnej według standardu UMTS. 13 października 2005 roku Netia Mobile zmienia nazwę na P4.
9 czerwca 2006 roku operator P4 podpisał umowę z operatorem sieci Plus – firmą Polkomtel – o dostępie telekomunikacyjnym do sieci naziemnej (tzw. roamingu krajowego). W jej wyniku klienci P4 uzyskali dostęp do połączeń głosowych, usług SMS i transmisji danych świadczonych za pośrednictwem sieci GSM należącej do Polkomtela. Na koniec roku 2019 Play postanowił zakończyć umowę z Polkomtelem o dostępie do sieci Play związane z roamingiem.
Na III kwartał 2006 roku planowany był start nowej sieci, który został przesunięty na I kwartał 2007 roku (16 marca 2007). Operator utrzymywał, że zmiana daty rozpoczęcia działalności na skalę komercyjną spowodowana była utrudnieniami w otrzymywaniu pozwoleń na budowę stacji bazowych. Otrzymano kilkadziesiąt pozwoleń, podczas gdy z momentem startu sieć chciała posiadać około 500 własnych stacji bazowych. P4 złożyło wniosek do UKE o przedłużenie terminu wypełnienia zobowiązań koncesyjnych.
W kwietniu 2020 roku P4 właściciel sieci Play kupił za nieco ponad 60 milionów złotych największego działającego w Polsce wirtualnego operatora telefonii komórkowej – Virgin Mobile Polska. Francuski operator sieci komórkowej Iliad stał się właścicielem P4 wraz z Virgin Mobile Polska w 2020 roku.
W kwietniu 2022 roku operator Play sfinalizował transakcję zakupu operatora kablowego UPC Polska.
W 2010 roku operator telefonii komórkowej PLAY, podjął próbę zarejestrowania charakterystycznej dla siebie barwy jako znaku towarowego w Urzędzie Patentowym RP. Jednakże, wniosek ten został odrzucony z powodu stwierdzenia przez Urząd braku zdolności odróżniającej proponowanego znaku. Naczelny Sąd Administracyjny utrzymał ją w mocy, podkreślając trudności w rejestracji koloru jako znaku towarowego. Mimo początkowej niepowodzenia, w 2017 roku PLAY podjął kolejną próbę zarejestrowania tego samego koloru. Tym razem proces rejestracyjny zakończył się pomyślnie. Kluczowym czynnikiem, który wpłynął na zmianę decyzji, było wykazanie nabycia przez ten kolor wtórnej zdolności odróżniającej. Czyli, że na przestrzeni lat został na tyle mocno wypromowany, że klienci kojarzą ją już z marką PLAY. 

## Zarząd
Sieć na polski rynek wprowadzał i do 2009 roku kierował nią brytyjski menedżer Chris Bannister. Po nim w latach 2009–2018 prezesem P4, właściciela sieci Play, był Duńczyk Joergen Bang-Jensen. Od lipca 2018  do 2024 roku siecią kierował  Francuz Jean-Marc Harion, który przeszedł z Orange Egipt. 10 listopada 2024 kierownictwo nad siecią Play objął Ken Campbell 

## Właściciele
Play należy do P4 Sp. z o.o. (do 2005 Netia Mobile), której właścicielem była Play Communications zarejestrowana w Luksemburgu, a kontrolowana w latach 2007–2020 przez islandzko-brytyjską spółkę Novator Partners i grecką Tollerton. Od listopada 2020 roku Play Communications należy do francuskiego koncernu Iliad. Według agencji prasowej Bloomberg, Iliad kupił Play za około 9 miliardów złotych. 27 stycznia 2022 P4 sp. z o.o. przestała należeć do Play Communications, i należy bezpośrednio do Iliad.

## Finansowanie na początkowym etapie
Według doniesień tygodnika „Wprost” sieć Play powstała m.in. dzięki kredytowi z chińskiego banku CDB, który udzielił linii kredytowej na ponad 2,5 miliarda PLN oraz chińskiemu sprzętowi Huawei (również został on dostarczony na kredyt, a bank zgodził się na jego rozszerzenie, chociaż nie zostało nawet rozpoczęte spłacanie pierwszego kredytu).

## Infrastruktura

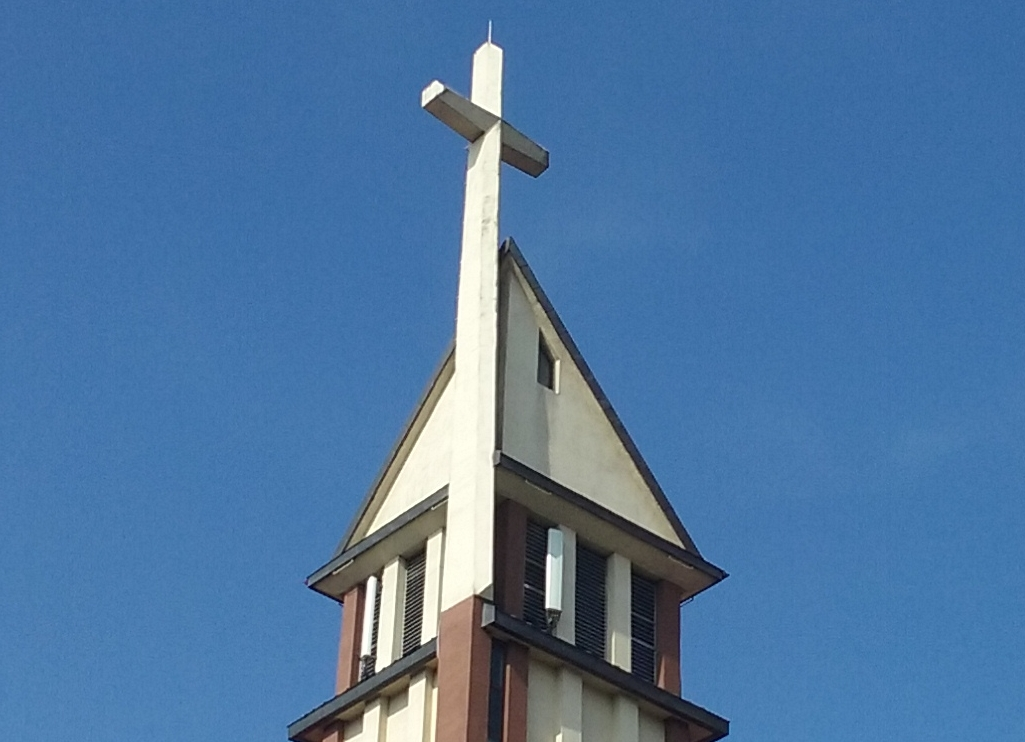
Nadajniki Play (TOM3306) na wieży kościoła

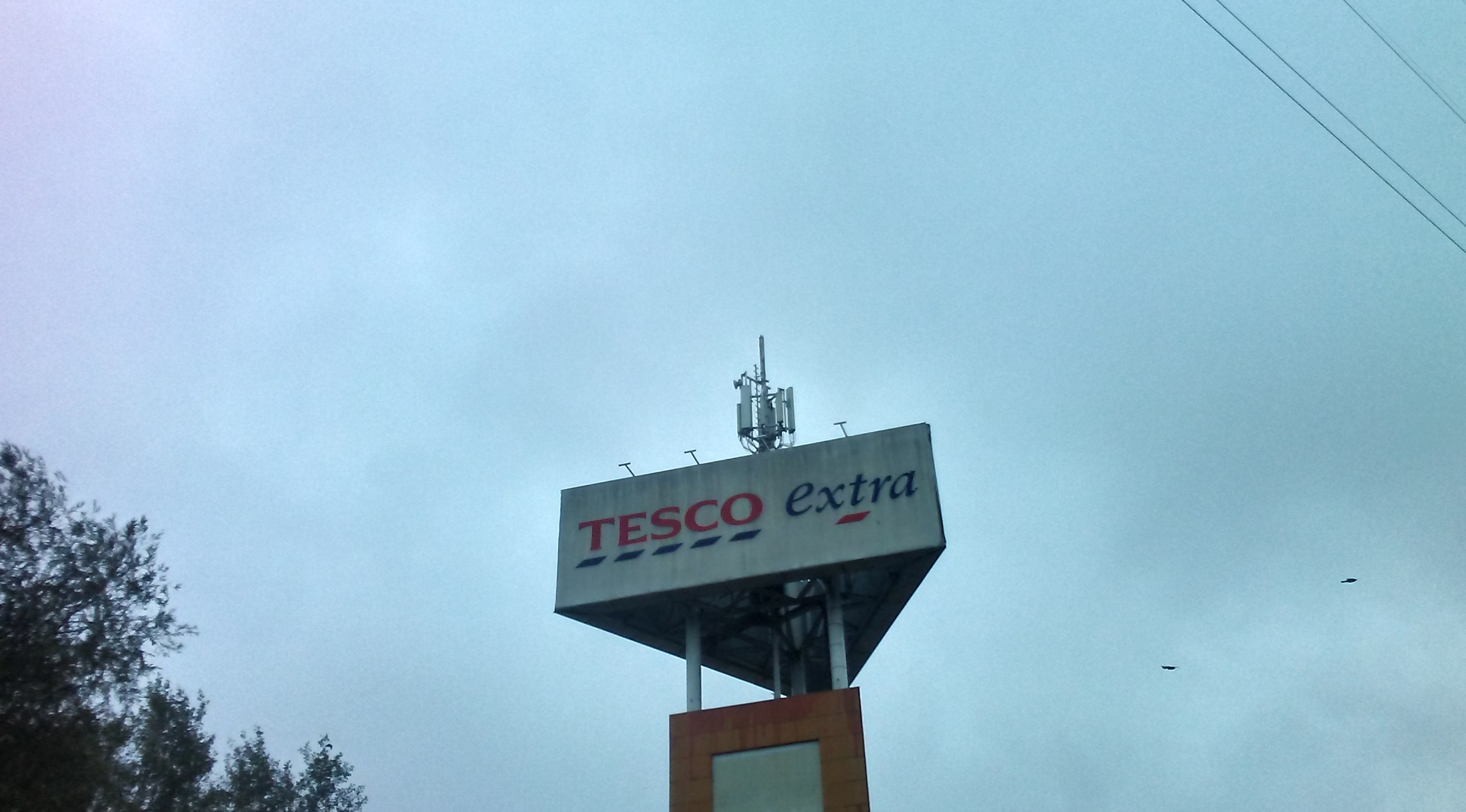
Nadajniki Play wewnątrz szyldu Tesco przy ulicy Pojezierskiej 93 w Łodzi

Play jest pierwszą pod względem wielkości cyfrową siecią telefonii komórkowej w Polsce. Wykorzystuje pasma: EGSM 900, GSM 1800, UMTS900, UMTS2100 oraz LTE800, LTE1800, LTE2100 i LTE2600. Międzynarodowe oznaczenie sieci to 260-06. Liczba numerów przydzielonych do sieci Play to 15,034 miliona.
Play posiada 48 059 pozwoleń na stacje bazowe wydane przez UKE, w tym:
- EGSM 900: 8096 stacji
- GSM 1800: 5551,
- UMTS 900: 5896,
- UMTS 2100: 9839,
- LTE 800: 4186,
- LTE 1800: 5556,
- LTE 2100: 5370,
- LTE 2600: 3565[26].

W 2017 r. Play zapowiedział rozbudowę do końca 2021 r. sieci nadajników z 5,1 tys. do 7,5 tys., co ma zapewnić operatorowi dotarcie do 99% mieszkańców Polski i umożliwi rezygnację z usług roamingu krajowego. 15 listopada 2017 r. baza klientów liczyła 14,89 mln abonentów, w tym 61,8% klientów usług abonamentowych. Udział w rynku to 28,5% – czyli Play jest największą siecią w Polsce. Zasięg sieci 4G LTE to 92,7% populacji Polski, a zasięg 4G LTE ULTRA to 80,3% populacji. Na koniec 2019 r. sieć Play posiada 7868 stacji bazowych.

### Etapy uruchamiania
Dzięki umowie o roaming wewnętrzny, obowiązującej do 31 grudnia 2021, zasięg sieci Play pokrywa się z zasięgiem sieci Orange oraz T-Mobile, a także do 31 grudnia 2019 z zasięgiem sieci Plus. Na początku lipca 2017 roku w zasięgu rodzimej sieci Play 2G było 86,3% populacji (60,8% terytorium kraju), 3G – 90,5% populacji (68,2% powierzchni kraju), 92,1% populacji jest w zasięgu LTE (72,4% powierzchni kraju) oraz 78,8% populacji jest w zasięgu 4G LTE Ultra (41,8% powierzchni kraju). Na przełomie 2013/2014 operator rozpoczął zmianę priorytetów wyboru sieci stawiając na pierwszym miejscu sieć T-Mobile, jednocześnie blokując dostęp do sieci Orange. Klient ma możliwość odblokowania zasięgu sieci Orange kontaktując się z Biurem Obsługi Klienta sieci Play bądź tworząc zgłoszenie na Play24.

## Usługi

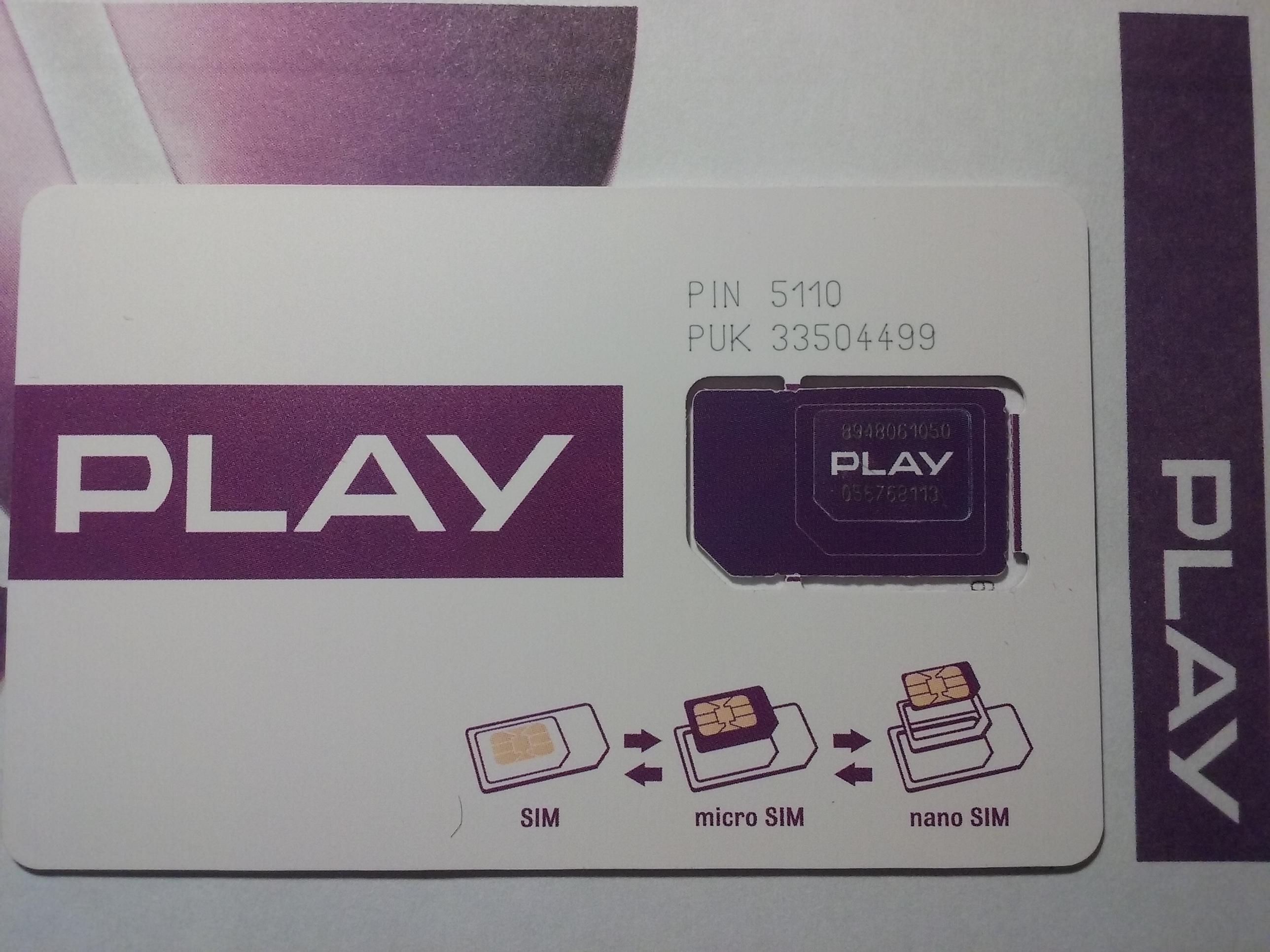
Karta SIM Play

### Głosowe, SMS, MMS, internet mobilny

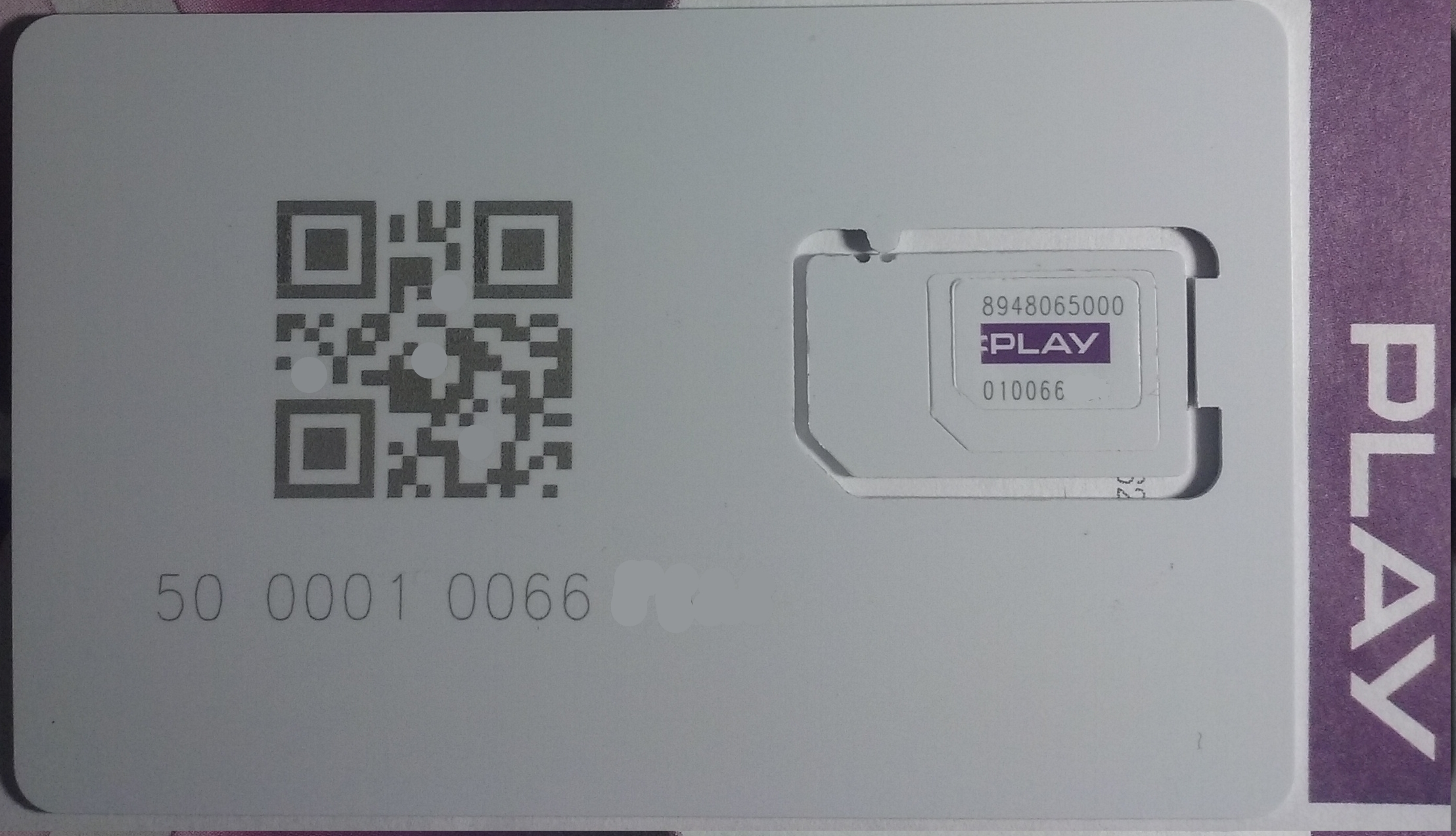
Karta SIM usługi subskrypcyjnej Play Next

Sieć świadczy swoje usługi głosowe, wysyłania i odbierania SMSów i MMSów oraz dostępu do internetu mobilnego w trzech modelach płatności:
- abonamentowym (postpaid);
- na kartę (prepaid);
- mieszanym (mix);
- subskrypcji.

Operator świadczy również usługę telefonu stacjonarnego w oparciu o infrastrukturę Netii i w abonamentowym modelu płatności.

### Play Next
Jesienią 2018 roku jako pierwszy operator infrastrukturalny w Polsce uruchomił usługę opartą na subskrypcji (comiesięcznej opłacie ściąganej automatycznie z karty płatniczej, bez zobowiązań formalno-prawnych) – Play Next. Next jest następcą sieci Folx, która – choć założona przez pracowników Play, była jednak niezależnym od operatora infrastrukturalnego – podmiotem. W Play Next rozszerzono dystrybucję kart SIM na całą Polskę, w Folxie odbywającą się jedynie w dużych miastach za pośrednictwem kierowców Ubera. Obsługa sieci odbywa się jedynie przez specjalną aplikację i wydzieloną w strukturach Play infolinię. Macierzystym prefiksem Play Next jest 450. Do kampanii reklamowej usługi zaangażowano Radzimira Dębskiego.

### Telewizja Play Now (później także wraz z VOD) i Telewizja Play
18 sierpnia 2016 roku uruchomiono nową telewizję – Play Now, gdzie zawierały kanały tj.: Q Polska, MTV Music, TNT, History, H2, Lifetime, CNN, Nickelodeon HD, Motowizja, Polsat Food, Paramount Channel, MTV Polska, MTV Live HD, MTV Dance, MTV Rocks, MTV Hits, VH1 Polska, VH1 Classic, Stars TV, AXN, Extreme Sports Channel, Fokus TV, Eska TV, Romance TV, Nickelodeon, Nick Jr., BBC HD, BBC Brit, BBC Earth, BBC Lifestyle, BBC CBeebies, BBC World News, Polsat JimJam, Polsat Viasat History, Da Vinci Learning, Cartoon Network, Duck TV, Boomerang, AMC, Clubbing TV, Hip Hop TV, Comedy Central, Kino Polska, Kino Polska Muzyka i Ginx eSports TV, 9 listopada – Nowa TV i Polo TV, 6 grudnia – HBO, HBO2 i HBO3, zaś 31 grudnia wycofano kanał Polsat Food. 1 czerwca 2017 roku dołączono WP, Eleven, Eleven Sports i Eleven Extra, Euronews i Bloomberg, 16 czerwca – Eska TV Extra, 1 września – Eska Rock TV (zastąpił Hip Hop TV), a 20 listopada – Eleven Sports 1 (zastąpił Eleven), Eleven Sports 2 (zastąpił Eleven Sports), Eleven Sports 3 (zastąpił Eleven Extra) i Eleven Sports 4. 1 stycznia 2018 roku dołączono Zoom TV, 10 stycznia – Da Vinci (zastąpił Da Vinci Learning), 1 lutego – Polsat Viasat Nature, Polsat Viasat Explore i Epic Drama, 15 lutego – Nicktoons (zastąpił Nickelodeon HD), 2 sierpnia – Stopklatka TV i Comedy Central Family, a 26 października – BBC First (zastąpił BBC HD). 6 lutego 2019 roku dołączono History2 (zastąpił H2), 15 kwietnia Play jako ostatni z operatorów infrastrukturalnych uruchomił dostęp do telewizji w ramach usługi Play Now, a oprócz kanałów telewizyjnych, operator dysponuje VOD, który w 2019 roku z usługi korzystało 32 tysiące klientów, gdzie dodali także Fox, Fox Comedy, National Geographic, National Geographic Wild, Nat Geo People i Baby TV, 6 maja – Disney Channel, Disney XD i Disney Junior, 1 sierpnia – 13 Ulica, SciFi i E! Entertainment, 30 sierpnia – CI Polsat, 4fun.TV, 4fun Dance i 4fun Gold, a 20 grudnia – Stopklatka (zastąpił Stopklatka TV). 29 stycznia 2020 roku dołączono pierwszy kanał w telewizji Play w 4K - Eleven Sports 1 4K, 3 marca – Polsat Comedy Central Extra (zastąpił Comedy Central Family), VH1 Europe (zastąpił VH1 Polska) i MTV Music 24 (zastąpił MTV Music), 25 maja – TVN24 i TVN24 BiS, 1 czerwca – Club MTV (zastąpił MTV Dance), 31 lipca – TV Puls i Puls 2, 1 września – 4fun Kids (zastąpił 4fun Gold), 1 października – France 24 w dwóch wersjach, AXN Black i AXN White, 5 października – MTV 80s (zastąpił VH1 Classic) i MTV 90s (zastąpił MTV Rocks), a dzień później (tj. 6 października) – Polsat i TV4. 1 czerwca 2021 roku dołączono NickMusic (zastąpił MTV Music 24), 1 sierpnia usunięto Q Polska, a w zamian dołączono Gametoon, 2 sierpnia – MTV 00s (zastąpił VH1 Europe), 1 września – Tele 5, P1, Deutsche Welle, Mixtape, Active Family, TeenNick, Power TV, Nuta.TV, Top Kids Jr, Antena HD, Home TV i TVC, 15 września – Extreme Channel (zastąpił Extreme Sports Channel), 23 października – Warner TV (zastąpił TNT), 29 października – Dizi, 2 listopada – TVS i Red Carpet, 15 listopada – Polsat Sport Premium 1 i Polsat Sport Premium 2, a 20 grudnia – Ale Kino+, Planete+, MiniMini+, teleTOON+, Canal+ Kuchnia, Canal+ Domo HD, Novelas+ i nSport+ oraz pakiet Canal+ Polska (Canal+ Premium, Canal+ 1, Canal+ Film, Canal+ Family, Canal+ Seriale, Canal+ Dokument, Canal+ Sport, Canal+ Sport 2, Canal+ Sport 3, Canal+ Sport 4 i Canal+ Now). 24 lutego 2022 roku dołączono Ukraina 24, 8 marca – Paramount Network (zastąpił Paramount Channel), 10 marca – Junior Music (zastąpił Top Kids Jr), 5 kwietnia – Canal+ Sport 5 (zastąpił nSport+), 16 maja – Nickelodeon Ukraine Pluto TV, 1 czerwca usunięto Lifetime, a w zamian dodano Studiomed TV, 1 sierpnia – CBS Europa, CBS Reality i Sundance TV, 15 listopada – Biznes24 i News24, 6 grudnia – Current Time i TBN Polska, 18 marca 2023 dołączono Cartoonito (zastąpił Boomerang), 4 kwietnia – BBC News (zastąpił BBC World News), 27 kwietnia – Music Box Polska i Inultra 4K, a 11 maja – TVN, Nuta Gold, Ultra TV 4K i wPolsce.pl. Z kolei 18 maja 2023 roku uruchomiono nową telewizję – telewizję Play, gdzie zawierały wówczas 157 kanałów i 7 serwisów dodatkowych, składających się z telewizji Play Now TV i nowych, w tym kanałów grupy Polsat Plus i TVN WBD tj. TV6, Super Polsat, Polsat 2, Polsat Film, Polsat Seriale, Polsat Sport, Polsat Sport Extra, Polsat Sport News, Polsat Sport Fight, Polsat Café, Polsat Play, Polsat Doku, Polsat Games, Polsat Rodzina, Polsat News, Polsat News 2, Wydarzenia 24, Vox Music TV, Disco Polo Music, Polsat Music, TVN7, TTV, Metro, TVN Fabuła, Cinemax, Cinemax 2, Eurosport 1, Discovery Channel, Discovery Science, DTX, TLC, ID, Animal Planet, Discovery Historia, Discovery Life, TVN Style, TVN Turbo, HGTV, Travel Channel i Food Network (był przez pierwsze miesiące w telewizji Play Now jako Polsat Food). 1 lipca usunięto Nickelodeon Ukraine Pluto TV, w zamian 3 lipca dołączono 5 kanałów TVP tj. TVP Info, TVP Kultura, TVP Sport, TVP Nauka i Alfa TVP, 11 sierpnia dołączono TV Republikę, 1 września – Eurosport 2, 3 listopada – Sky News, 7 listopada – FX (zastąpił Fox) i FX Comedy (zastąpił Fox Comedy), 13 listopada – TV Trwam, zaś 14 grudnia – kanały SPI tj. Kino TV, FilmBox Extra, FilmBox Premium, FilmBox Family, FilmBox Action, FilmBox Arthouse, FightBox, DocuBox i FunBox 4K Ultra HD. 10 stycznia 2024 dołączono Polsat News Polityka i Welt, 30 stycznia – kanały TVP tj. TV Polonia, TVP Historia, TVP Rozrywka, TVP ABC, TVP Dokument, TVP Kobieta, TVP World i Belsat, 1 marca – TVP HD, TVP Seriale i AXN Spin, a w zamian usunięto Dizi, 26 marca – TVP3 w 16 wersjach (Białystok, Bydgoszcz, Gdańsk, Gorzów Wielkopolski, Katowice, Kielce, Kraków, Lublin, Łódź, Olsztyn, Opole, Poznań, Rzeszów, Szczecin i Wrocław), 2 kwietnia – Kabaret TV, 26 kwietnia – Polsat Sport 1 (zastąpił Polsat Sport), Polsat Sport 2 (zastąpił Polsat Sport Extra) i Polsat Sport 3 (zastąpił Polsat Sport News), 7 maja – ViDoc TV, 6 czerwca – Viasat True Crime, 27 czerwca – WTK i aż 4 stacje radiowe: Eska, Eska2, Eska Rock i Vox FM, 21 sierpnia – Film Cafe (zastąpił CBS Europa), 22 sierpnia – SkyShowtime 1 i SkyShowtime 2, 2 września – wPolsce24 (zastąpił wPolsce.pl), 13 września – Canal+ 360 (zastąpił Canal+ Family), 23 września – dołączono pakiet RelaX z kanałami erotycznymi tj. Brazzers TV Europe, Reality Kings TV, Bang U, Babes TV, Desire, True Amateurs, Pure Babes TV HD, Penthouse Gold, Dorcel TV, Dorcel XXX, Erox, EroXXX, zaś 31 października – kanał TVT i 5 stacji radiowych: RMF FM, RMF Maxx, RMF Classic, Tok FM i Chillizet. 3 marca 2025 roku dołączono Echo24, 20 marca – Love Nature 4K, 1 kwietnia (i to nie był prima aprilis!) – dlaCiebie.tv, 30 kwietnia – TV Bolesławiec, 5 maja – Polsat Film 2, Polsat X i Polsat Reality, dzień później (tj. 6 maja 2025) – Lubuska TV Horyzont, 27 maja – Arirang, 2 lipca – Euronews Polska, 1 sierpnia – Show TV (zastąpił Red Carpet), CTV - Dla Ciebie, Daystar i MyZen 4K, 31 grudnia zakończą nadawanie kanały Polsat Comedy Central Extra, TeenNick, NickMusic, MTV 80s, MTV 90s, MTV 00s, MTV Live, Club MTV i MTV Hits, zaś wkrótce dołączą się kanały tj. TV Leszno, Top Kids, Mezzo, Mezzo Live HD, MCM Top, Novela TV, Szlagier TV, Pogoda24.TV, TVC Super i Junior Channel.

### Płatności za pomocą konta u operatora
Od 2016 roku sieć umożliwia płatności przy użyciu środków zgromadzonych na koncie użytkownika. Początkowo płatności były możliwe jedynie za usługi cyfrowe na przykład zakupy aplikacji w Sklepie Windows, Google Play czy App Store. W kolejnych latach poszerzono usługę o płatności za bilety komunikacji miejskiej, subskrypcję Netflixa i przejazd taksówką. Od 2020 roku przez „Zapłać z Play” można opłacać cyfrową prenumeratę „Gazety Wyborczej”.

### Współpraca z Blackberry
Przez 8 lat Play we współpracy z kanadyjskim producentem oprogramowania Research In Motion świadczył usługę Blackberry Play umożliwiającą nielimitowany przesył i pobieranie danych przy użyciu terminala Blackberry. Usługę świadczono zarówno w planach postpaidowych, jak i w taryfach na kartę. W salonach polskiego operatora były dostępne również urządzenia kanadyjskiego producenta. Usługę wyłączono 26 stycznia 2019 roku.

## Kalendarium
- 1 grudnia 2006 roku – P4 rozpoczyna testy nowej sieci[89].
- 2 lutego 2007 roku – P4 oficjalnie ogłasza nazwę sieci. Nazwa nowej sieci to Play[89].
- 16 marca 2007 roku – Play rozpoczyna działalność komercyjną. Tego dnia zaczęła się również sprzedaż telefonów oraz możliwość zawierania umów w jednym z punktów Germanos, sieci sklepów EMPiK i Media Markt[90].
- 20 stycznia 2008 – Play ogłasza, że ma już ponad 1 mln klientów[potrzebny przypis].
- 19 czerwca 2008 – Play pozyskał 1,4 mld euro od China Development Bank na finansowanie budowy sieci 3,5 G[91].
- 7 lipca 2008 – Play wprowadza do sprzedaży mobilny internet pod nazwą Play Online[89].
- 7 listopada 2008 – Play wygrywa przetarg na dwie rezerwacje po 25 dupleksowych kanałów (łącznie 50) 900 MHz[potrzebny przypis].
- 23 grudnia 2008 – Play osiąga 2 miliony klientów[92].
- I połowa IV kwartału 2009 roku – Play osiąga 3 miliony klientów[potrzebny przypis].
- Koniec 2009 roku – Play ma niespełna 3,5 miliona klientów[potrzebny przypis].
- 16 marca 2009 roku – Play wprowadza ofertę prepaid pod nazwą Play Fresh[93].
- maj 2010 roku – Play posiada już prawie 4 miliony klientów[potrzebny przypis].
- 15 lipca 2010 – Play przekroczył liczbę 4 miliony klientów[94].
- wrzesień 2010 roku – Play przekracza liczbę 4,6 miliona klientów[95].
- luty 2011 roku – Play przekroczył liczbę 5,1 miliona klientów[96].
- kwiecień 2011 roku – Play przekroczył liczbę 5,5 miliona klientów, z czego 44% (ponad 2,4 miliona) postpaid[97].
- lipiec 2011 – operator posiada 6 mln użytkowników[98].
- październik 2011 – Play przekroczył liczbę 6,5 miliona klientów
- 25 listopada 2011 – Play umożliwia swoim klientom korzystanie z sieci Orange w ramach roamingu krajowego na terenie całej Polski[99][100].
- koniec 2011 – Play przekroczył 7 mln użytkowników[101].
- czerwiec 2012 – Play ma 7,8 mln użytkowników[102].
- 13 lutego 2013 – Play wygrywa przetarg na trzy bloki po 5MHz w częstotliwości 1800 MHz płacąc za koncesję 498 mln zł. Umożliwi to uruchomienie transmisji danych w technologii LTE 1800[103].
- kwiecień 2013 – Play ma 9,1 mln użytkowników[104].
- 14 czerwca 2013 – prezes UKE Magdalena Gaj podpisała decyzje o rezerwacji częstotliwości z zakresu 1800 MHz dla P4 (trzy rezerwacje) przeznaczonych do świadczenia na obszarze całego kraju usług telekomunikacyjnych w służbie radiokomunikacyjnej ruchomej lub stałej na okres do 31 grudnia 2027 roku[105].
- 1 lipca 2013 – Play rozpoczyna świadczenie usług w oparciu o pasmo GSM 1800
- 10 października 2013 – Play przekroczył 10 mln aktywnych kart SIM[106]
- 29 października 2013 – Play umożliwia swoim klientom korzystanie z sieci T-Mobile w ramach roamingu krajowego na terenie całej Polski[107].
- 30 czerwca 2014 – Play przekroczył 11,275 mln aktywnych kart SIM[108].
- 2 lipca 2014 – w drugim kwartale 2014 ponad 176 tys. numerów przechodzi do P4[109].
- 18 sierpnia 2014 – Play wprowadza ofertę nielimitowanego mobilnego internetu o nazwie Formuła 4G LTE Unlimited[110].
- 30 września 2014 – Play przekroczył 11,800 mln aktywnych kart SIM[111].
- 5 grudnia 2014 – Play ogłasza 70% pokrycie populacji zasięgiem LTE przez co staje się liderem LTE w Polsce[112].
- 31 grudnia 2015 – Play przekroczył 14 mln aktywnych kart SIM[113]
- 25 stycznia 2016 – prezes UKE Magdalena Gaj podpisała decyzję o rezerwacji częstotliwości z zakresu 800 MHz (1 rezerwacja) oraz 2600 MHz (4 rezerwacje) dla P4 przeznaczonych do świadczenia na obszarze całego kraju usług telekomunikacyjnych w służbie radiokomunikacyjnej ruchomej lub stałej[114].
- 19 sierpnia 2016 – start nowej telewizji pn. Play Now[36].
- 5 września 2016 – P4 (operator sieci Play) dokonuje próby sprzedaży firmy. W ciągu miesiąca wpłynęło siedem ofert zakupu, m.in. od Warburg Pincus, Cinven, CVC i Blackstone[115][116].
- 6 października 2016 – zadecydowano o wstrzymaniu sprzedaży P4 ze względu na brak satysfakcjonujących ofert[116].
- 5 czerwca 2017 – ograniczono prędkość Internetu w roamingu krajowym do 1,5 Mb/s[117]. Wywołało to oburzenie niektórych klientów[potrzebny przypis].
- 3 lipca 2017 – właściciel sieci Play ogłasza debiut na giełdzie warszawskiej oraz przedstawia plan rozbudowy sieci radiowej pokrywającej 99% populacji kraju, która do końca 2020 roku pozwoli na uniezależnienie się od roamingu krajowego[118].
- 27 lipca 2017 – Play podpisuje aneks do umowy o roaming krajowy z siecią Orange, która stanie się głównym partnerem roamingowym zapewniającym dostęp do własnej sieci w technologii 2G/3G/LTE[119].
- 16 sierpnia 2017 – Play pozyskuje częstotliwości w zakresie pasma 3700 MHz[potrzebny przypis].
- 3 listopada 2017 – Play udostępnia klientom dostęp do roamingu krajowego LTE w sieci Orange[potrzebny przypis].
- 15 stycznia 2018 – Play poinformował i podpisał szereg umów dotyczących przejęcia Virgin Mobile[potrzebny przypis].
- 3 kwietnia 2018 – Play udostępnia klientom dostęp do roamingu krajowego LTE w sieci Plus[120].
- 12 października 2018 – Play zapowiedział wygaszenie roamingu w centrum Poznania[121].
- 2 listopada 2018 – Play ogłosił budowę 700 nadajnika w ścisłym centrum Warszawy[potrzebny przypis].
- 27 lutego 2019 – wyłączenie roamingu T-Mobile w ścisłym Centrum Poznania[122]
- 14 maja 2019 – Sieć wyłącza roaming krajowy w Trójmieście[123].
- 17 czerwca 2019 – Z Play odchodzi Marcin Gruszka – wieloletni rzecznik prasowy, z firmą związany od jej powstania w 2007 roku[124].
- 29 grudnia 2019 – Play wyłącza roaming krajowy Plusa w całej Polsce[125].
- 7 stycznia 2020 – operator poinformował o uruchomieniu sieci 5G w Gdyni[126].
- noc 28 z 29 grudnia 2021 – Play wyłącza roaming T-Mobile w całej Polsce[127].
- 1 kwietnia 2022 – Play sfinalizował transakcję nabycia 100% udziałów UPC Polska od Liberty Global[128].
- 18 maja 2023 – start nowej telewizji – Telewizja Play[57].
- 1 września 2023 – Play wyłącza telewizję UPC[129].

## Sponsoring

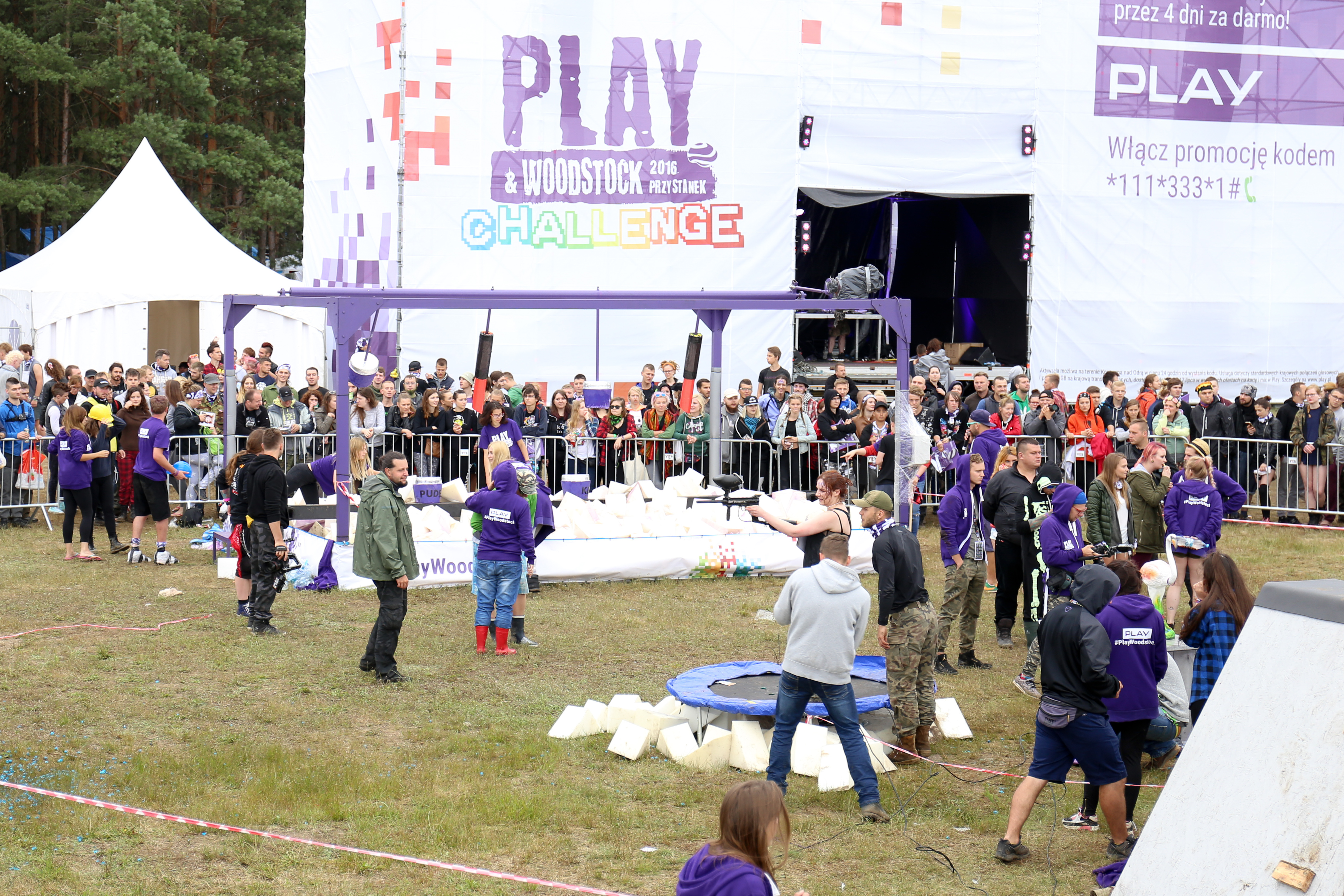
Impreza plenerowa Play na festiwalu Przystanek Woodstock

Od 2011 roku do dziś Play jest głównym sponsorem telekomunikacyjnym Wielkiej Orkiestry Świątecznej Pomocy. Każdego roku od grudnia do początku stycznia emitowane są telewizyjne spoty reklamowe z udziałem Jerzego Owsiaka.

## Krytyka
- Komisja Europejska kilka razy wzywała Urząd Komunikacji Elektronicznej do obniżenia stawek za zakończenie połączenia w sieci komórkowej pobieranych przez Play, wyższych niż u innych operatorów. Żądała, aby Urząd szybko obniżył pobierane przez Play stawki za zakończenie połączenia (MTR) i uzależnił je od faktycznych kosztów ponoszonych przez operatora, głównie na opóźnione inwestycje infrastruktury. Na to żądanie UKE nie zmienił swojej decyzji, ale zobowiązał się na stopniowe obniżanie stawek dla Play, by 1 stycznia 2013 roku osiągnęły one ten sam poziom co w przypadku konkurencyjnych sieci telefonii komórkowej. W tym czasie Play prowadzi reklamę porównawczą z innymi sieciami, argumentując, że ich połączenia do innych sieci są tańsze.[potrzebny przypis]

- Również pierwsza kampania reklamowa Play wzbudziła kontrowersje[133]. 10 maja 2007 roku Komisja Etyki Reklamy uznała, że dwie z nich są nieetyczne. Jedna narusza godność dziecka jako osoby, a druga narusza dobre obyczaje i w sposób nieuzasadniony posługuje się drastycznymi środkami wyrazu[134]